# Constant De Bruycker
Pour les articles homonymes, voir De Bruycker.
Constant De Bruycker, né à Gand le 22 février 1823 et mort dans la même ville le 24 juillet 1896, est un peintre belge connu pour ses scènes de genre et ses représentations animalières.

## Biographie

### Famille
Constantin (Constantinus) De Bruycker, né Sleepstraet à Gand le 22 février 1823, est le fils d'Alexander De Bruycker (1784-1850), garçon brasseur, tonnelier, chaudronnier, lui aussi natif de Gand, et de Catharina Merck (1782-1844), servante, native de Merelbeke, mariés à Gand le 1er août 1810,.

### Formation
Étudiant à l'Académie royale des beaux-arts de Gand de 1845 à 1846, il demeure dans sa ville natale jusqu'à sa mort et collectionne plus tard des documents d'archives des corporations ou des quartiers gantois.

### Carrière
Pour la première fois, Constant De Bruycker expose, au Salon de Gand de 1841, une peinture intitulée Cheval en liberté. Il expose ensuite régulièrement aux Salons de Gand (à 19 reprises), et parfois aux expositions triennales d'Anvers et de Bruxelles. Il est membre effectif du Kunstgenootschap et membre de la section des Arts du Cercle artistique et Littéraire.
Constant De Bruycker, célibataire, meurt à l'âge de 73 ans, Verspeyen Straat, à Gand, le 24 juillet 1896.

## Œuvre

### Caractéristiques
Son champ pictural couvre essentiellement les scènes de genre et les représentations animalières. Il est également aquarelliste. Il représente préférentiellement des scènes représentant des chevaux et des cavaliers dans des décors du XVIIe siècle, à la manière du maître hollandais Philips Wouwerman. Plus tard, dans sa carrière, Constant De Bruycker met en scène des chiens à la mode dans les salons bourgeois comme une huile sur toile date de 1877 représentant un chien molossien, un chihuahua et un pinsher.
Au Salon de Gand de 1868, où il expose Foire aux chevaux à Saint-Amand le 9 mai, un compte-rendu publie : « Constant De Bruycker nous conduit dans un tohu-bohu de foule en mouvement. C'est bien là l'aspect de ces marchés, où amateurs, marchands, paysans, valets de ferme, curieux, chevaux et chiens s'entremêlent, vont, viennent, s'agitent dans tous les sens, et par leur ensemble forment une composition des plus animées. Cette production est une des bonnes œuvres de notre artiste gantois. Il y est un peu plus faible de couleur que dans ses œuvres antérieures, mais ce défaut est racheté par des qualités que nous ne lui connaissions pas ».

### Expositions belges

#### 1841 - 1869
- Salon de Gand (XVIIIe) de 1841 : Cheval en liberté[4].
- Salon de Gand (XIXe) de 1844 : Chevaux qui s'emportent[8].
- Salon de Gand (XXe) de 1847 : Départ pour la chasse[9].
- Salon de Gand (XXIe) de 1850 : Rendez-vous pour le retour de la chasse et Une halte au cabaret[10].
- Salon de Gand (XXIIe) de 1853 : La Chasse aux cerfs[11].
- Salon de Gand (XXIIIe) de 1856 : La Sortie de l'écurie[12].
- Salon de Gand (XXIVe) de 1859 : Le Carrousel'[13].
- Salon de Gand (XXVe) de 1862 : La Rencontre dans les champs, Le Rendez-vous de chasse et Une plage[14].
- Salon d'Anvers de 1864 : Plage[15].
- Salon de Gand (XXVIe) de 1865 : Rendez-vous de chasse[16].
- Salon d'Anvers de 1867 : Chevaux dans la prairie[17].
- Salon de Gand (XXVIIe) de 1868 : Foire aux chevaux à Saint-Amand le 9 mai[18].

#### 1870 - 1895
- Salon d'Anvers de 1870 : Foire aux chevaux à Saint-Amand[19].
- Salon de Gand (XXVIIIe) de 1871 : Fête de village, Halte de cavalier et Le Dimanche au moulin[20].
- Salon d'Anvers de 1873 : Halte de cavalier et En route pour le marché[21].
- Salon de Gand de 1874 (XXIXe) : La Foire au village et La Fin de la moisson[22].
- Salon d'Anvers de 1876 : Départ pour la chasse au faucon et Halte au cabaret[23].
- Salon de Gand (XXXe) de 1877 : Le Ménétrier à la foire aux chevaux[24].
- Salon de Gand (XXXIe) de 1880 : Halte de cavaliers et Le Marché aux chevaux[25].
- Salon de Bruxelles de 1881 : Halte de cavaliers[26].
- Salon de Gand de 1883 (XXXIIe) : Halte du haleur[27].
- Salon de Gand de 1886 (XXXIIIe) : La Forge du village[28].
- Salon d'Anvers de 1888 : Égaré[29].
- Salon de Gand (XXXIVe) de 1889 : Visite à la nourrice[30].
- Salon d'Anvers de 1891 : Visite à la nourrice et Rafraîchissement[31].
- Salon de Gand (XXXVe) de 1892 : Fête de village[32].
- Salon de Gand (XXXVIe) de 1895 : Retour du marché aux chevaux et Retour de la ville[33].

### Collection muséale
Bibliothèque de la ville de Gand : album contenant des études et des esquisses relatives à sa ville natale.